# Pterygotrigla tagala
Pterygotrigla tagala är en fiskart som först beskrevs av Herre och Calvin Henry Kauffman 1952.  Pterygotrigla tagala ingår i släktet Pterygotrigla och familjen knotfiskar. Inga underarter finns listade i Catalogue of Life.